# Montezuma (Ferrero)
Montezuma (někdy též La Conquista) je dvouaktová opera současného italského skladatele Lorenza Ferrera (* 1951), složená dle trojjazyčného libreta, které napsal sám autor hudby společně s Francesem Karttunenem. 

## Obsah
Příběh je založen na konceptu Alessandra Baricca a líčí hlavní události dobývání Aztécké říše v roce 1521 a následného zničení aztécké civilizace. Libreto je trojjazyčné (anglicko-španělsko-nahuatlské) je směsí historických a literárních pramenů různého původu z přepisů původní domorodé a evropské literatury, které jsou až na výjimky v původním jazyce. Texty jsou převzaty z Pravdivé historie konkvisty Nového Španělska od Bernala Díaze del Castillo, XII. knihy Florentského rukopisu, díla Juana Boscána Almogávera, Bernardina de Sahagún, Lopeho de Vega, Heinricha Heineho, a z aztéckých modlitebních písní a básní se sbírky Cantares Mexicanos a Romances de los señores de Nueva España.

### Hudba
Hudební jazyk přejímá jen málo etnických vlivů, ale použití jazyka nahuatl, střídáním krátkých a dlouhých samohlásek, dodává jednotlivým hlasovým partům zvláštní rytmus.

## Provedení
Světová premiéra opery Montezuma se konala 12. března 2005 v pražském Národním divadle. Dirigoval Zbyněk Müller, představení režíroval Nicholas Muni.

## Role a obsazení
| Osoba                                           | Hlasový obor                        | Premiérové obsazení, 12. března 2005 (dirigent: Zbyněk Müller) |
| ----------------------------------------------- | ----------------------------------- | -------------------------------------------------------------- |
| Moctezuma, Tlatoani of Tenochtitlan             | tenor                               | Jozef Kundlák                                                  |
| Hernán Cortés, španělská conquistador           | baryton                             | Ivan Kusnjer                                                   |
| Padre Bartolomé de Olmedo, mercedariánský mnich | bas                                 | Jiří Kalendovský                                               |
| Pedro de Alvarado, španělský conquistador       | tenor                               | Jaroslav Březina                                               |
| Doña Marina, tlumočnice Hernána Cortése         | popová, rocková či folková zpěvačka | Radka Fišarová                                                 |
| Aztékové, bojovníci, sbor a tanečníci.          |                                     |                                                                |